# Пам'ятник на могилі Зінаїди Харитоненко

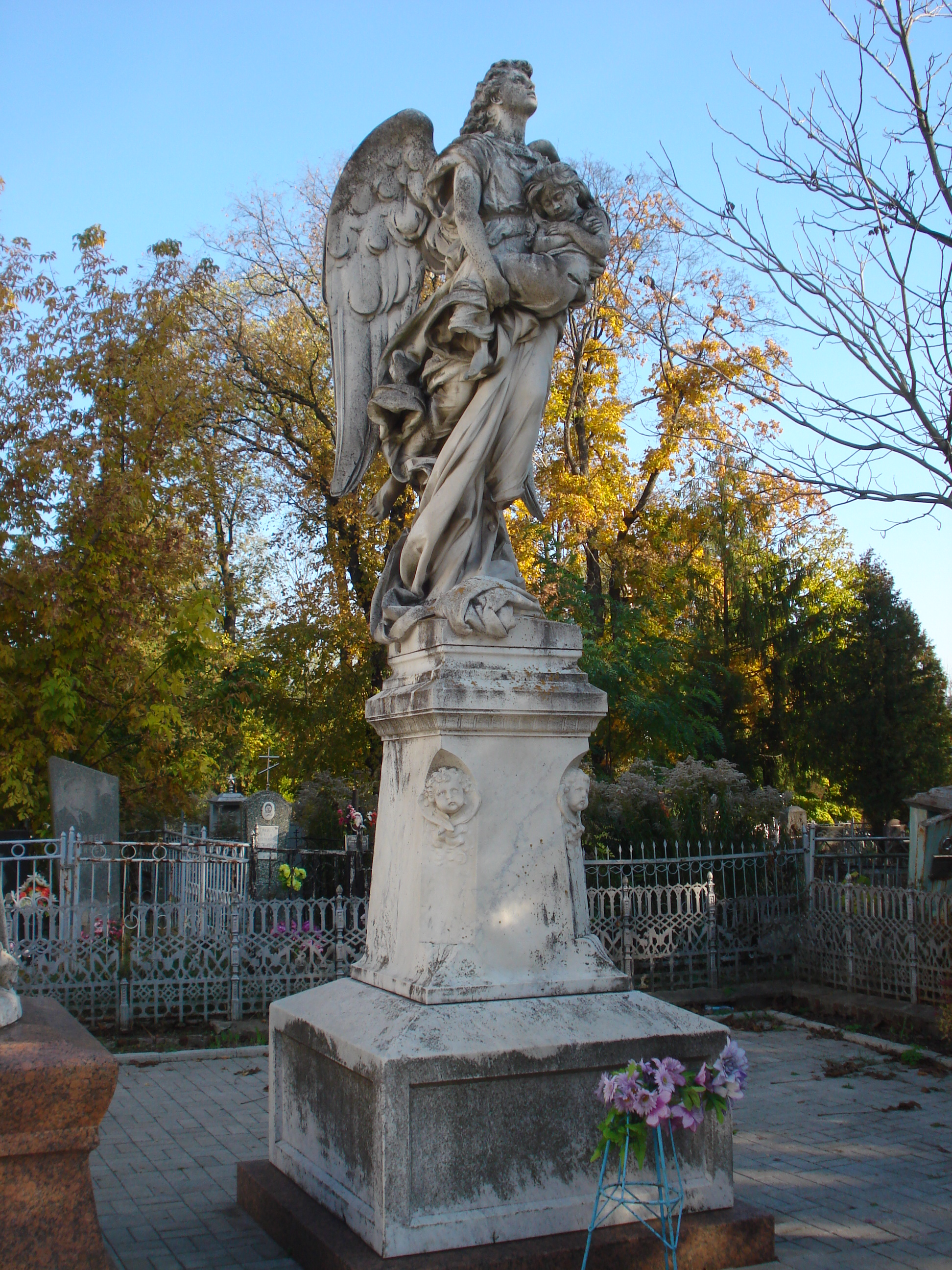
Пам'ятник на могилі доньки П.І. Харитоненка — Зінаїди.

Пам'ятник Зінаїді Харитоненко (1891 рік — пам'ятник роботи французького скульптора Арістіда Круазі на Центральному міському (Петропавлівському) кладовищі (біля Петропавлівської церкви), в місті Суми на честь Зінаїди, дочки українського мецената Павла Харитоненка, що померла в дитинстві. Копія пам'ятника зберігається в Луврі. 

## Зінаїда Харитоненко
Смерть Зінаїди має дві версії. За однією вона померла від дифтерії, за іншою випадково втопилася у фонтані біля будинку Харитоненків. Деякі дослідники вважають другу версію вигадкою сум'ян, адже в книзі реєстру смертей зазначено про смерть дівчинки від захворювання. Але деякі сучасники Харитоненків говорили про можливий підкуп лікаря, який реєстрував смерть, бо начебто за дитиною не догледіла нянька, а батьки не захотіли розголосу й пліток, тому змушені були піти на такий крок. 
Проте в кожному разі смерть Зінаїди Харитоненко була великим горем для родини. В пам'ять про Зінаїду батько за власний кошт у 1896 побудував дитячу лікарню, яка стала однією із найкращих у Російській імперії.

## З історії пам'ятника
Автором пам'ятника виступив французький скульптор Арістід Круазі. 
За однією з версій, невдовзі після втрати Павло та Віра Андріївна Харитоненки були на всесвітній виставці робіт відомих скульпторів у Парижі. Були вражені роботою Круазі "Ангел з дитиною". Тоді Павло Харитоненко вирішив увічнити пам'ять дочки таким пам'ятником. Скульптору передали фотографії Зінаїди, і незабаром пам'ятник у вигляді ангела, який несе на руках дівчинку, доставили з Парижа до Сум.
Є інша думка краєзнавця Павла Кушнірова. Пам'ятник був виготовлений у серпні 1889 року, а Зінаїда померла у травні 1889 року. Після смерті доньки Павло Харитоненко мав час, щоб замовити Круазі надгробний пам'ятник. У 2012 році спеціалісти порівняли дівчинку зі скульптури "Ангел з дитиною" і бюст дівчинки роботи Круазі в музеї французького міста Шарлевіль-Мезьєр. Було зроблено висновок про тотожність дитини. Тож вважається, що скульптор спочатку створив бюст Зінаїди по фотографіях, а потім виготував скульптуру. 
Пам’яткою монументального мистецтва даний об'єкт був визнаний Постановою Кабінету міністрів України № 928 від 3.09.2009 р. “Про занесення об’єктів культурної спадщини національного значення до Державного реєстру нерухомих пам’яток України”.

## Опис пам'ятника
Висота пам'ятника складає 2,5 метра. Це мармурова скульптура у вигляді Ангела, на руках якого маленька дівчинка, яка заснула назавжди. Руки дитини складені на грудях навхрест. Ангел разом зі своєю ношею підіймається в небо. Виготовлений пам'ятник у стилі реалізму з білого італійського мармуру. На скульптурі є авторський підпис та дата виготовлення – 1891 рік. Пам'ятник "Ангел з дитиною" має й іншу назву: "Два ангели". 
Пам'ятник розташовано на центральній алеї кладовища, відразу за Петропавлівською церквою.